# Canton de Péronnas
Le canton de Péronnas est une ancienne division administrative française située dans le département de l'Ain en région Auvergne-Rhône-Alpes.

## Géographie
Ce canton était organisé autour de Péronnas dans l'arrondissement de Bourg-en-Bresse. Son altitude variait de 211 m pour  Montracol à 296 m pour Lent, avec une moyenne de 243 m.

## Histoire

Localisation du canton dans l'Ain avant 2015

Le canton est créé par le décret du 24 décembre 1984, entré en vigueur lors des élections cantonales de mars 1985. Il est composé de six communes qui appartenaient auparavant au canton de Bourg-Couronne (le chef-lieu Péronnas ainsi que Lent, Montracol, Saint-André-sur-Vieux-Jonc, Saint-Rémy et Servas) et de deux communes du canton de Bourg-Est (Montagnat et Saint-Just).
Conformément au décret du 13 février 2014, en application de la loi du 17 mai 2013 prévoyant le redécoupage des cantons français, le canton de Péronnas disparaît à l'issue des élections départementales de mars 2015. Les communes de Lent, Montagnat, Saint-André-sur-Vieux-Jonc, Saint-Just et Servas rejoignent le canton de Ceyzériat, Montracol est rattachée au canton d'Attignat, cependant que Péronnas et Saint-Rémy sont réunies au canton de Bourg-en-Bresse-2.

## Administration
| Période | Période | Identité         | Étiquette | Qualité |
| ------- | ------- | ---------------- | --------- | --- |
| 1985    | 1992    | Pierre Chambaud  | DVD       | Agriculteur retraité Maire de Péronnas (1970-1983) Ancien conseiller général du canton de Bourg-Couronne (1982-1985) |
| 1992    | 2004    | Marc Bernardin   | DVD       | Maire de Péronnas de 1995 à 2001                                                                                     |
| 2004    | 2015    | Christian Chanel | DVD       | Cadre bancaire Maire de Péronnas (2001-2020) suppléant du député Michel Voisin (2012-2017)                           |

## Composition
Le canton de Péronnas regroupait huit communes :
| Nom                        | Code Insee | Intercommunalité                | Population (dernière pop. légale) |
| -------------------------- | ---------- | ------------------------------- | --------------------------------- |
| Péronnas (chef-lieu)       | 01289      | CA du Bassin de Bourg-en-Bresse | 6 196 (2014)                      |
| Lent                       | 01211      | CA du Bassin de Bourg-en-Bresse | 1 426 (2014)                      |
| Montagnat                  | 01254      | CA du Bassin de Bourg-en-Bresse | 1 893 (2014)                      |
| Montracol                  | 01264      | CA du Bassin de Bourg-en-Bresse | 1 013 (2014)                      |
| Saint-André-sur-Vieux-Jonc | 01336      | CA du Bassin de Bourg-en-Bresse | 1 125 (2014)                      |
| Saint-Just                 | 01369      | CA du Bassin de Bourg-en-Bresse | 898 (2014)                        |
| Saint-Rémy                 | 01385      | CA du Bassin de Bourg-en-Bresse | 984 (2014)                        |
| Servas                     | 01405      | CA du Bassin de Bourg-en-Bresse | 1 206 (2014)                      |

## Démographie
| 1990   | 1999   | 2006   | 2011   | 2012   |
| ------ | ------ | ------ | ------ | ------ |
| 11 259 | 12 200 | 13 551 | 14 175 | 14 371 |